# 몰타의 총리
몰타의 총리(몰타어: Prim Ministru ta' Malta)는 몰타의 최고 관리인 정부의 수장이다. 총리는 국무회의를 주재하고 각 부처의 장관을 선출한다. 총리는 국회의원으로서 의회의 신임을 받을 수 있는 능력 때문에 취임한다.
총리는 대통령에 의해 임명되며, 그렇게 함에 있어서 대통령은 임명된 개인이 하원의 다수를 가장 잘 지휘할 수 있다는 의견을 가지고 있고, 일반적으로, 이 사람은 하원에서 가장 많은 의석을 차지하는 정당 또는 정당 연합의 지도자이다.

## 사무소 설립 및 개발
1921년 몰타가 자치 정부를 부여받자마자 "부처의 수장"이라는 사무실이 만들어졌다. 1921년 헌법은 폐지되기 전에 두 번 중단되었다. 1930년부터 1933년까지 제럴드 스트릭랜드 내각의 수장과 내각은 유지되었다. 1934년 두 번째 정회 이후 내각은 해산되었다.
1936년 헌법은 폐지되었고, 몰타가 직접 식민 통치하에 있는 동안에는 헌법이 존재하지 않았다. 1947년 몰타의 총리가 되면서 자치 정부가 수립되었다. 1947년 헌법이 1958년에서 1962년 사이에 다시 효력을 잃었지만, 1964년 독립 헌법과 1974년의 수정 헌법에서 거의 변하지 않고 유지되었다.

## 헌법상의 기능
몰타의 대통령은 명목상 행정부의 수장이며, 대통령의 의견에 따라 하원 의원의 과반수를 지휘할 수 있는 가장 좋은 의원을 총리로 임명한다. 총리는 다른 장관들의 임명에 대해 대통령에게 조언한다.
총리는 헌법상 정부의 전반적인 행동에 대해 대통령에게 충분히 알려야 할 의무가 있다. 총리가 몰타를 떠날 때마다, 대통령은 내각의 다른 구성원들에게 이러한 기능을 수행할 권한을 부여할 수 있으며, 그 구성원은 일시적으로 이러한 기능을 수행할 수 있다. 총리 권한대행으로서 이 역할을 담당하는 사람은 대개 부총리다.
헌법적으로 총리는 상임비서관을 임명할 책임이 있으며 사법부와 헌법기관에 대한 위원 임명에 대해 대통령에게 친절한 조언을 할 책임이 있다.

## 같이 보기
- 몰타의 대통령